# Зеефельд (дворянский род)
Зеефельд — древний прибалтийский дворянский род.
Род баронов фон-Зеефельд внесен 17 октября 1620 года в матрикул курляндского дворянства.
Иоганн фон-Зеефельд (нем. Julius von Seefeld‎; 1802—1878) в Высочайшем повелении, от 9 июля 1833 года, назван бароном.
Определением Правительствующего Сената, от 28 февраля 1862 года, за курляндской дворянской фамилией фон-Зеефельд признан баронский титул.

## Описание герба
В серебряном поле сук, положенный в портупею, с тремя зелеными овальными листьями, растущими вверх.
Щит увенчан дворянским шлемом с серебряно-зеленым бурелетом. Нашлемник — два серебряных орлиных крыла, из-за левого к правому, диагонально (вверх вправо) растут три зеленых овальных листа в столб. Намет зеленый с серебром.